# گردده
گردده (به لاتین: Gürdəh) یک منطقه مسکونی در جمهوری آذربایجان است که در شهرستان قوبا واقع شده‌است. گرده‌ده ۲۰۷ نفر جمعیت دارد.

## ریشه واژه
گرد در زبان تاتی قفقاز همان گرد است و ده هم همان معنی ده و روستا را دارد و معنای کلی آن به‌صورت روستای گرد است.